# Camie Mol
Camie Mol (Hengelo, 15 mei 2002) is een voetbalspeelster uit Nederland. Ze speelt als verdediger voor AZ in de Vrouwen Eredivisie.

## Carrière
Camie Mol werd geboren in Hengelo, maar groeide op in Oldenzaal. In Oldenzaal voetbalde ze voor Quick '20 en ZVV De Esch. Vanaf 2018 speelde Mol in het beloftenelftal van FC Twente. In 2021 maakte Mol de overstap naar VV Alkmaar. Hier tekende ze haar eerste profcontract.
Op 27 augustus 2021 speelde zij haar eerste wedstrijd in de Vrouwen Eredivisie voor VV Alkmaar. In 2022 tekende Mol een nieuw contract bij VV Alkmaar die haar tot medio 2023 aan de club verbonden hield.
In 2023 verloor VV Alkmaar haar licentie aan AZ. Mol stapte ook over naar AZ waar ze een contract tot medio 2025 tekende. Op 24 november 2024 maakte Mol haar eerste doelpunt in de Vrouwen Eredivisie door in een thuiswedstrijd de eindstand op 1-0 in de extra tijd te bepalen. In juli 2025 tekende Mol een nieuwe tweejarige verbintenis, die haar tot medio 2027 aan de Alkmaarse club verbonden houdt.

## Statistieken
| Seizoen | Club       | Competitie | Competitie | Competitie | Beker | Beker | Overig | Overig | Totaal | Totaal |
| Seizoen | Club       | Competitie | Wed.       | Dlp.       | Wed.  | Dlp.  | Wed.   | Dlp.   | Wed.   | Dlp.   |
| ------- | ---------- | ---------- | ---------- | ---------- | ----- | ----- | ------ | ------ | ------ | ------ |
| 2021/22 | VV Alkmaar | Eredivisie | 24         | 1          | 1     | 0     | 0      | 0      | 25     | 1      |
| 2022/23 | VV Alkmaar | Eredivisie | 19         | 1          | 2     | 0     | 0      | 0      | 21     | 1      |
| 2023/24 | AZ         | Eredivisie | 21         | 0          | 1     | 0     | 0      | 0      | 22     | 0      |
| 2024/25 | AZ         | Eredivisie | 22         | 1          | 2     | 0     | 0      | 0      | 24     | 1      |
| 2025/26 | AZ         | Eredivisie | 0          | 0          | 0     | 0     | 0      | 0      | 0      | 0      |
| Totaal  | Totaal     | Totaal     | 86         | 3          | 6     | 0     | 0      | 0      | 92     | 3      |

Bijgewerkt t/m 13 juli 2025.
2 Caprino ·
3 De Ridder ·
4 Woons ·
5 Mol ·
6 Colin ·
7 Van der Most ·
8 De Vette ·
9 Spaan ·
10 Van Lunteren ·
11 Kroese ·
12 Blom ·
13 Copier ·
14 Op de Weegh ·
15 Groot ·
16 Booms ·
17 Zijp ·
18 Boukakar ·
20 Van Bentum ·
21 Van Uden ·
22 Thomas ·
23 Stoop ·
Coach: De Vogel
· Keeperstrainer: Keizer